# Трактор (футбольний клуб, Ташкент)
Футбольний клуб «Трактор» (Ташкент) або просто «Трактор» (узб. «Traktor» Toshkent futbol klubi) — колишній професіональний узбецький футбольний клуб з міста Ташкент. Був заснований в 1968 році. Розформований в 2007 році через фінансову скруту.

## Колишні назви
| 1968—1969 | «Ташавтомаш» (Ташкент) |
| 1970—2007 | «Трактор» (Ташкент)    |

## Історія
Футбольний клуб «Трактор» був заснований в 1968 році як наступник створеного ще в 1950 році, але незабаром розформованого клубу «ЗМТ». Засновником і генеральним спонсором команди був «Ташкентський тракторний завод». Виступав на стадіоні «Трактор», який розташований в Ташкенті. У 1968 році, команда дебютувала в зоні «Середня Азія» другої ліги СРСР. У сезоні 1970 року «Трактор» посів останнє 22-ге місце у другій лізі і вилетів з турніру. Того року «Трактор» вперше брав участь у матчі Кубку СРСР, але програв вже у першому ж матчі. Після вильоту з другої ліги, команда аж до 1986 року брала участь в аматорському чемпіонаті СРСР.
У 1987 році, «Трактор» зумів вийти в другу лігу і брав участь у ній до 1989 року. У 1990—1991 роках, виступав у другій нижчій лізі СРСР. Після розпаду СРСР, з 1992 року «Трактор» почав брати участь у чемпіонаті Узбекистану. Того року дебютував у Вищій лізі чемпіонату Узбекистану і брав участь в цьому чемпіонаті до 2007 року. У сезоні 2007 року клуб не зміг виплатити зарплати гравцям і незабаром ПФЛ Узбекистану винесла рішення про недопущення до участі «Трактора» у Вищій лізі та відправила клуб до другої ліги. Незабаром керівництво футбольного клубу «Трактор» оголосило про розформування клубу.

## Досягнення

### За часів СРСР
- Друга ліга Чемпіонату СРСР, Клас «Б» (зона «Середня Азія»)
  -  Чемпіон (1): 1969
- Кубок Узбецької РСР
  -  Переможець (1): 1975
- Чемпіон Узбецької РСР
  -  Чемпіон (3): 1967, 1976, 1986

### За часів незалежності
- Кубок Узбекистану
  -  Фіналіст (1): 2004
- Чемпіонат Узбекистану
  - 4-те місце (1): 2005

## Відомі тренери
- Геннадій Красницький
- Вадим Абрамов
- Равшан Хайдаров

## Відомі гравці
| - Сергій Бондаренко - В'ячеслав Клочков - Станіслав Стадник - Сефер Алібаєв - / Тимур Халмуратов - / Карлен Абрамов - / Дмитро Башкевич - / Вадим Афонін - / Микола Марков - / Микола Ширшов - Вагіз Галіулін | - Олексій Євстафеєв - Азіз Ібрагімов - Джавлон Ібрагімов - Анзур Ісмаїлов - Ільхом Мумінджонов - Ібрагім Рахімов - Павло Соломин - Равшан Хайдаров - Нумон Хасанов - Олександр Хвостунов |